# Kazuko Miyata
Kazuko Miyata (宮田 かずこ Miyata Kazuko?) (Ibaraki, Japón; 14 de febrero de 1969) es una actriz japonesa, graduada del colegio Ibaraki Christian University.

## Filmografía

### Serie TV
- Chikyū Sentai Fiveman (1990): Kazumi Hoshikawa (星川 数美 Hoshikawa Kazumi?)/Five Pink (ファイブピンク Faibu Pinku?)

### Película
- Who Do I Choose? (1989)
- Nostradamus: The Prophecy (1994)